# 海布魯克鎮區 (明尼蘇達州卡內貝克縣)
海布魯克鎮區（英語：Hay Brook Township）是位於美國明尼蘇達州卡內貝克縣的一個行政鎮區。

## 地方資料
海布魯克鎮區的面積為94.18平方千米，當中陸地面積為93.56平方千米，而水域面積為0.62平方千米。根據2020年美國人口普查的數據，當地共有人口198人，而人口密度為每平方千米2.1人。